# Clovis Hugues

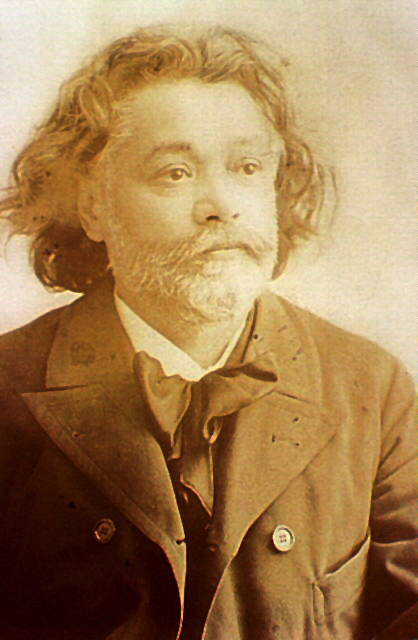
Clovis Hugues.

Clovis Hugues, född den 3 november 1851 i Ménerbes, departementet Vaucluse, död den 11 juni 1907 i Paris, var en fransk skald och politiker. Han var gift med Jeanne Royannez.
Hugues ägnade sig efter avslutade skolstudier i ett teologiskt seminarium åt tidningsmannaskap, medarbetade från 1870 i en radikal Marseilletidning, där hans våldsamma språk ådrog honom ett treårigt fängelsestraff. År 1877 dödade han i duell den bonapartistiske redaktören för "L'aigle", men frikändes av juryn. År 1881 invaldes han av Marseille i deputeradekammaren, där han slöt sig till yttersta vänstern, övergick 1888 till boulangisterna och ivrade för en författningsrevision. Efter att 1889 ha avstått från sitt mandat invaldes Hugues 1893 ånyo som socialistisk deputerad för Paris. Hugues publicerade ett flertal diktsamlingar (Poèmes de prison, 1875, Les soirs de bataille, 1882, Les jours de combat, 1883, Les évocations, 1885, med flera), den arkaiserande dikten Jehanne d'Arc (1899), prisbelönt av Franska akademien, skådespel (Une étoile, 1888, och Le sommeil de Danton, 1889) och romaner (Madame Phaéton, 1888, och Monsieur le gendarme, 1891).